# Retke i ugrožene biljke
Biljke postaju ugrožene preteranim branjem zbog lekovitosti, lepote i dr. Ukoliko su biljke u opasnosti od nestajanja, postaju zaštićene zakonom i uvode se na crvene liste i crvene knjige.

## Crvene liste i knjige
Crvene liste su spiskovi biljaka koje su retke, ugrožene i zaštićene zakonom. Crvene knjige sadrže detaljan opis retke i ugrožene biljke, kao i njenog staništa. Svaka država ima svoje crvene knjige.

## Biodiverzitet
Biodiverzitet predstavlja raznovrsnost svih živih bića na Zemlji. Biodiverzitet je jedna od novijih oblasti biologije.

## Spisak ugroženih biljaka

### Pančićeva omorika
Pančićeva omorika (lat. Picea omorika) je endem Podrinja. Ime je dobila po srpskom botaničaru Josifu Pančiću koji ju je otkrio na planini Tari, 1875. godine, kod sela Zaovine i Rastišta. Omorika se spušta do oko 400m nadmorske visine, a penje se do 1700m. Uglavnom raste na krečnjaku, ponekada i na serpentinu.

### Tisa
Tisa (lat. Taxus baccata) je drvenasta biljka koja spada u četinare i potiče iz porodice Tisa. Prirodni areal rasprostranjenja obuhvata zapadnu, srednju i južnu Evropu, severozapadnu Afriku i jugozapadnu Aziju do severnog Irana. U Srbiji je ima na Zlatiboru, Kopaoniku i u Đerdapskoj klisuri.

### Molika
Molika (lat. Pinus peuce) je četinarsko, zimzeleno drvo, visoko 40-50m koje može da doživi starost 200-300 godina, što uopšte nije retkost među četinarima, pogotovo kada se radi o familiji borova. Ostatak je flore tercijara, (relikt) i endem centralnog dela Balkana. Četine su sivozelene, nežne i grupisane su po pet u jednom rukavcu.

### Stepski božur
Stepski, uskolisni ili tankolisni božur (lat. Paeonia tenuifolia), je biljka prelepih, upadljivo crvenih cvetova. Zbog nesavesnog branja danas je postao retkost. Tipična staništa su suvi, peskoviti, stepsko-travni predeli, krečnjaci i vrtače. U Srbiji je jedna od pet ugroženih vrsta divljeg božura, koja se može naći u Deliblatskoj peščari, iznad sela Odorovci u okolini mesta Skrobnica. Lekovitost ove biljke poznata je od davnina tako da i njeno ime odatle vodi poreklo.

### Gorocvet
Gorocvet (zečji mak, gorocvat, gospina vlas) (lat. Adonis vernalis), je višegodišnja, zeljasta biljka iz familije ljutića koja raste na peskovitim staništima i sušnim livadama. Još jedna biljka kojoj je ime pozajmio lik iz grčke mitologije, lepi lovac Adonis. S obzirom na to, da cveta u proleće (od marta do maja) eto i drugog dela njenog imena (lat. vernalis = prolećni). Predstavlja ukras Deliblatske peščare i u Vojvodini je ova biljka zaštićena od 1978. godine. Osim po lepoti ova biljka je i dragocena i po lekovitosti i koristi se za proizvodnju lekova protiv srčanih oboljenja. Upravo zbog toga je znatno proređena. Lepota i lekovitost ne smeju da zavaraju – ona je otrovna.

### Zeleničje
Zeleničje je šumski predeo ispod planine Ostrozub, u izvorišnom delu Ostrozupske reke, koja se uliva u Rupsku reku, nastanjen lovorvišnjom zvanom „zeleničje“ ili „zeleniče“ (lat. Prunus laurocerasus).

### Rosulja
Rosulja (lat. Drosera) je rod karnivornih biljaka sa preko 170 vrsta. Javlja se na mestima osiromašenim mineralnim materijama, pa to nadoknađuje proteinskom ishranom — digestijom životinja. Hvata ih pomoću listova na kojima su žlezde koje prave lepljivu tečnost na koje se potom zalepi insekt. Rosulja nije velika biljka. Pravi rozetu od nekoliko listova.Ovoj biljci preti izumiranje.

### Sasa
Sasa ili šumarica (lat. Anemone) je rod zeljastih dikotiledonih biljaka iz familije ljutića. Ime je izvedeno od grčkih reči anemos-vetar i mone-življenje, zato što su neke vrste pronađene na vetrovitim mestima. To je prilično velik rod otpornih zeljastih biljaka lepih cvetova. Neke imaju gomoljasto (krtolasto) korenje.

### Runolist
Runolist (lat. Leontopodium alpinum) je veoma retka i zaštićena biljka u čitavoj Evropi. Može se naći samo na veoma nepristupačnim i visokim delovima planina (od oko 2000 do oko 2900 metara nadmorske visine), kamenitim, planinskim liticama (otuda ime - lat. alpinus = planinski) pa je njeno branje često dovodilo do stradanja planinara. U Srbiji se može naći samo na Kopaoniku, Tari i Mučnju. U Bosni i Hercegovini se može naći na Dinari oko vrha Troglav.

### Žuta lincura
Žuta lincura (lat. Gentiana lutea) pripada familiji lincura u koju pored žute spada još zaštićenih vrsta. Koristi se već više od 2000 godina kao izuzetno lekovita biljka. Nekontrolisano branje posle II svetskog rata dovelo je do toga da postane ugrožena i zaštićena vrsta. Najlekovitiji njen deo je rizom kojim se ova biljka istovremeno i vegetativno razmnožava. Raste na jako nepristupačnim, planinskim, kamenitim terenima.

### Gospina papučica
Gospina papučica (lat. Cypripedium calceolus) je evropska vrsta orhideje koja u Srbiji raste samo na Suvoj planini. Stručni naziv joj potiče od reči – grč. Kypris, što je nadimak Venere, boginje ljubavi i lepote) i grč. pedilon što znači cipelica, zbog oblika usne cveta, a što se ponavlja i u drugom delu imena - lat. calceolus, takođe znači cipelica.

### Šumska breberina
Breberina (šumarica, otrov-sasa) (lat. Anemone nemorosa), zaštićena je biljna vrsta samo u Vojvodini gde je retka biljka. Česta je u šumama hrasta, jasena, graba i bukve kao što se redovno javlja i u četinarskim šumama. Pripada familiji ljutića, a ime je dobila od grč. anemos = vetar (duvanje vetra je povija) i lat. nemorus = šumski.

### Beli lokvanj
Beli lokvanj (lat. Nymphaea alba) je vodena biljka sa plivajućim listovima koja pripada familiji lokvanja. Karakterišu je krupni cvetovi čija boja daje jedan deo imena ove biljke (lat. albus znači beo). Drugi deo imena potiče iz grčke mitologije u kojoj postoji priča o tome kako se jedna od nimfi preobratila u lokvanj. Danas je ova biljka pred istrebljenjem zbog uništavanja njenog prirodnog staništa – močvara, koje se ubrzano isušuju. Beli lokvanj je strogo zaštićena vrsta u flori Srbije.

### Žuti lokvanj
Žuti lokvanj je rod višegodišnjih vodenih biljaka iz familije lokvanja, sa debelim, mesnatim rizomima položenim na dnu, u mulju. Biljka ima dva tipa listova, podvodno (tanko i prozračno) i plivajuće (veliko, čvrsto, smešteno na dugačkim drškama). Cvetovi su izrazito žuti, krupni i mirišljavi. Plod je u obliku boce. Cveta od aprila do septembra. Zovu ga još i žuti lopoč i žuti plutnjak. Sreće se na površini stajaćih voda. Srednje termofilna biljka koja se razvija na punoj svetlosti. Žuti lokvanj je strogo zaštićen u flori Srbije.

### Zlatni ljiljan
Zlatni ljiljan je specifičan po svojim zlatnim cvetovima koji na prvi pogled daju predivan utisak. Baš zbog te zlatne boje je mnogo bran, zato i jeste ugrožen.Latinski naziv lilium bosniacum, jer je jedan od simbola Bosne.

### Kovilje
Kovilje (lat. Stipa pennata) je retka vrsta koja se može naći u Panonskoj niziji, npr. u Deliblatskoj peščari. Pripada porodici trava (Poaceae) — evoluciono među najsloženijim familijama biljaka kojoj pripadaju i mnoge kultivisane vrste neophodne u ishrani čoveka kao što su pšenica, kukuruz, pirinač i dr. Dugačko osje liči na lanenu kudelju, na osnovu čega je ova biljka dobila naučno ime (grč. stype), a i lat. naziv pennatus = perast takođe to pobliže objašnjava.

### Srpska lala
Srpska lala je jedna od najugroženijih biljaka na području Srbije. Neki naučnici smatraju da je izumrla. Specifična je po lepom cvetu crvene boje.

### Kockavica degenova
Kockavica degenova ili nežna kockavica (lat. Fritillaria gracilis) je poznata po lepoti cvetova zbog kojih se nedozvoljeno bere i prodaje. Ime roda potiče od lat. fritillus što znači čaša za bacanje kocke zbog šara na perigonu nekih vrsta ovog roda. Pripada familiji ljiljana (lat. Liliaceae).

### Srpska ramonda
Srpska ramonda (lat. Ramonda serbica — ramonda serbika; kolačić ili cvet feniks) je endemska biljka centralnog Balkana iz porodice Gesneriaceae. Biljku je otkrio Josif Pančić 1874. godine u okolini Niša. Ramonda serbica je ostatak suptropske flore Evrope i Mediterana, najverovatnije afričkog porekla. Veoma je slična biljci Ramonda nathaliae i smatra se da se od nje poliploidijom odvojila tokom tercijara u samostalnu vrstu.

### Jagorčevina
Jagorčevina (lat. Primula vulgaris) je ugrožena biljna vrsta. Ljudi je sakupljaju zbog lepih cvetova. Postoje brojni hortikulturni oblici koji se upotrebljavaju u dekorativne svrhe. Spada među najranije proletnjice o čemu govori i njeno ime - lat. primus znači prvi, dok lat. vulgaris znači običan, svakodnevan.

### Veprina
Postoji meka i tvrda veprina. Obično raste u šumama. Ima je i na Fruškoj gori.

## Literatura
- Đukanović, Mara: Ekološki izazov, Beograd, 1991.
- Janković, M: Biodiverzitet, Beograd, 1995.
- Janković, M., Đorđević, V: Primenjena ekologija, Naučna knjiga, Beograd, 1981.
- Janković, M: Fitoekologija, Beograd, 1986.
- Stanković, S: Ekologija životinja, Beograd, 1979.
- Tatić, B, Kostić, G: Naša prirodna dobra i potreba njihove zaštite, CEA i ZUNS, Beograd, 1996.

## Spoljašnje veze
- Svet biljaka
- Planeta